# 政治侦察
政治侦察，广义上说，即在政治领域进行侦查；狭义上说，这是为了保卫国家政权进行侦查。但随着时间的改变，世界格局的改变，使政治侦察范围变得越来越广，其本义已随着范围增广而增广。现在的政治侦察，是个比较委婉的说法，直接点就是同违反国家统治阶级或危害国家安全的人作斗争。

## 政治侦察工作的特点
- 隐蔽性：斗争形式是隐蔽的，侦查手段是秘密进行的，意图和手段均不能暴露。
- 长期性：斗争持续不断，且时间漫长。
- 尖锐性：斗争极其尖锐，直接关系到统治阶级和国家的命运。
- 复杂性：无特定战场，涉及多方面领域，利用合法掩护非法，利用公开掩盖秘密。[1]

## 侦查工作业务
调查研究工作、专案侦查工作、下线发展工作、技术侦查工作。

## 工作重点对象以及研究项目
重点对象為大使馆人员、与大使馆密切来往人员、敌情报机关外围组织人员、具有前科的政治犯、各类驻该国团体、海外归来人员、侨民、外逃人员、意志薄弱的知识分子等（以上当然包括嫌疑人员）。
研究项目為敌情报机关各项情况、大使馆各项情况、驻该国团体各项情况、侨民组织各项情况、有前科政治犯各项情况、意志薄弱知识分子各项情况等。